# Долішня Баня
Долішня Ба́ня (болг. Долна баня) — місто в Софійській області Болгарії. Адміністративний центр общини Долішня Баня.

## Населення
За даними перепису населення 2011 року у місті проживали 4522 особи.
Національний склад населення міста:
| Національність   | Кількість осіб | Відсоток |
| ---------------- | -------------- | -------- |
| болгари          | 3499           | 81,7%    |
| цигани           | 753            | 17,6%    |
| турки            | 4              | 0,1%     |
| інша             | 15             | 0,4%     |
| не визначились   | 11             | 0,3%     |
| Всього відповіли | 4282           |          |

Розподіл населення за віком у 2011 році:
Динаміка населення: